# Vull menjar-me el teu pàncrees
Vull menjar-me el teu pàncrees (君の膵臓をたべたい, Kimi no suizō o tabetai) és una pel·lícula d'anime romàntic dirigida per Shinichirō Ushijima. Es va estrenar al Japó l'1 de setembre del 2018, i el 12 d'abril del 2019 en català.

## Argument
En Haruki, un estudiant de secundària que ha perdut les ganes de tot el que l'envolta, es troba un diari d'una companya de classe, la Sakura, amb una dura realitat: té una malaltia terminal al pàncrees i morirà en poc temps. La seva trobada generarà un xoc de realitats: l'estudiant que té tota la vida al davant i no gaudeix del seu temps, i la noia que sap que morirà i ho afronta d'una manera molt natural.

## Doblatge
| Sakura Yamauchi          | Lynn            | Marta Moreno   |
| Haruki Shiga             | Mahiro Takasugi | Masumi Mutsuda |
| Kyouko Takimoto          | Yukiyo Fujii    | Carmen Ambrós  |
| Takahiro                 | Yūma Uchida     | David Jenner   |
| Sra. Yamauchi            | Emi Wakui       | Júlia Chalmeta |
| Font: Anime News Network |                 |                |